# Rollo del convento de Nuestra Señora de la Peña de Francia
Este rollo jurisdiccional se encuentra en la plaza del Convento de Nuestra Señora de la Peña de Francia, situado en lo alto de la Peña de Francia, en el municipio de El Cabaco (Salamanca, Castilla y León). Está realizado en piedra, rematado con una cruz y erigido sobre una plataforma con tres escalones, presentando los escudos de Juan II de Castilla y de la Orden Dominica junto a la imagen de un preso (como símbolo del poder del señor de la Peña).

## Historia
Aunque la exención de jurisdicción fue concedida por Juan II el 13 de enero de 1445 en Medina del Campo, ésta no pudo ser ejercitada por el prior del monasterio hasta el 25 de agosto de ese mismo año (debido a la presencia de los soldados del infante Don Enrique, señor de Granadilla, que pretendía la jurisdicción sobre el lugar y que fue desposeído de sus tierras por el rey tras la derrota de Olmedo).  
Dado que continuaron las pretensiones de las villas sobre la Peña, Carlos I refrendó el privilegio de exención el 15 de agosto de 1521 y permitió que se levantase el rollo. La villa de Miranda del Castañar intentó nuevamente ejercer su jurisdicción sobre la Peña, pero el rey volvió a resolver a favor del monasterio (aunque los pleitos al respecto continuaron durante todo el siglo XVI, siempre con fallos a favor del señor de la Peña). El privilegio jurisdiccional del santuario se mantuvo hasta comienzos del siglo XIX.